# Maślak syberyjski

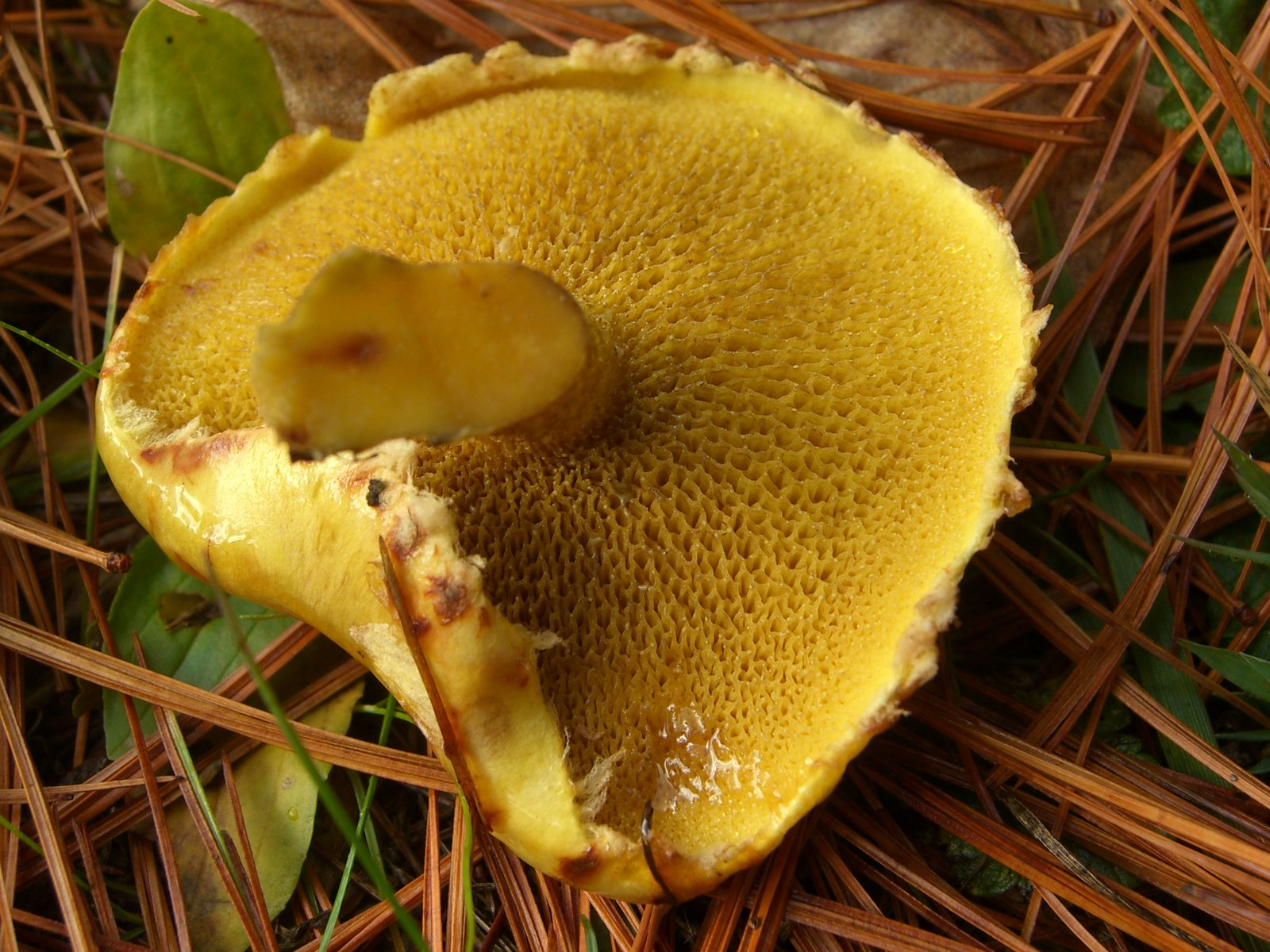

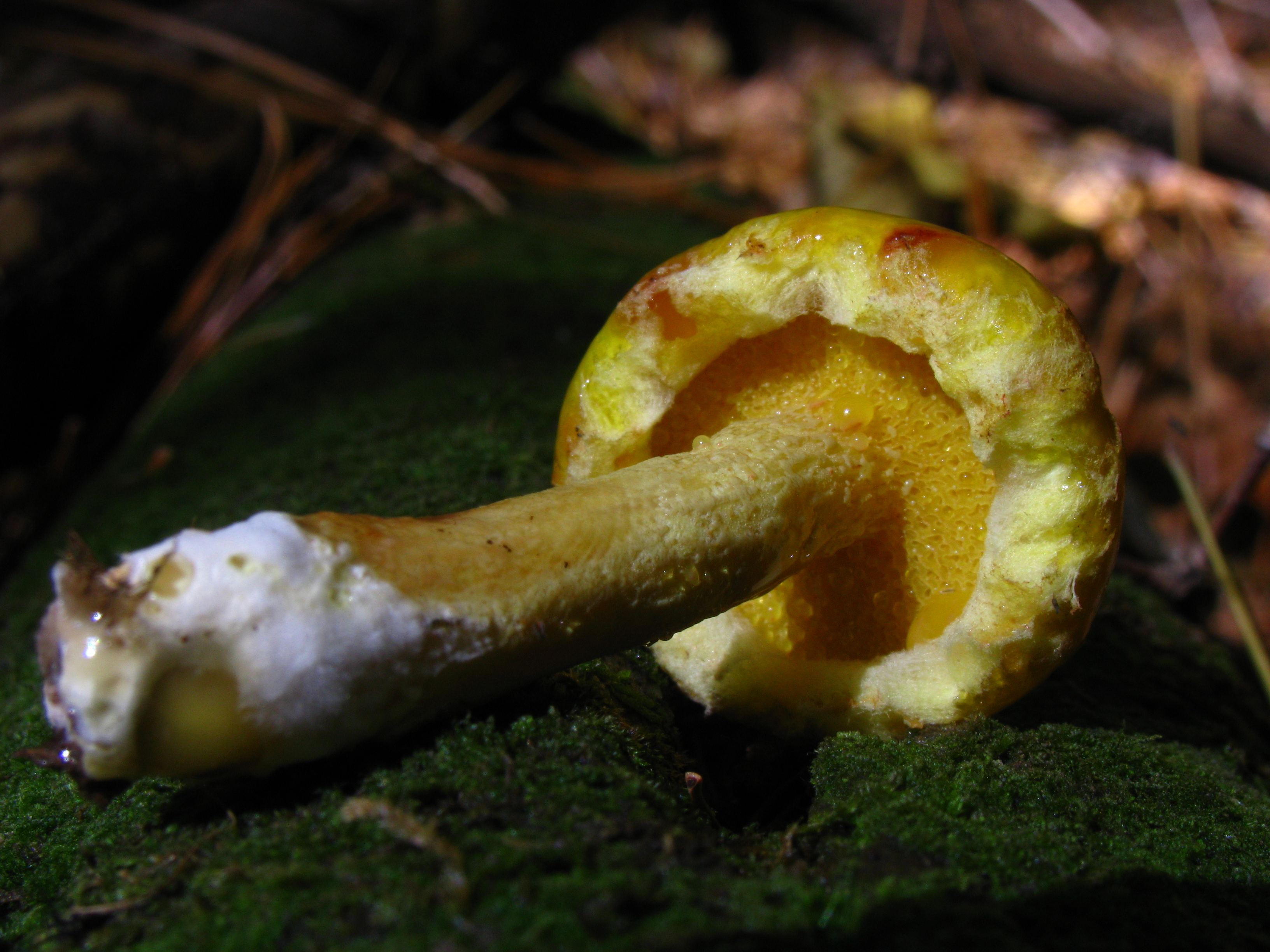

Maślak syberyjski, maślak amerykański forma syberyjska (Suillus americanus (Peck) Snell) – gatunek grzybów z rodziny maślakowatych (Suillaceae).

## Systematyka i nazewnictwo
Pozycja w klasyfikacji według Index Fungorum: Suillus, Suillaceae, Boletales, Agaricomycetidae, Agaricomycetes, Agaricomycotina, Basidiomycota, Fungi.
Po raz pierwszy takson ten zdiagnozował w 1887 r. Charles Horton Peck nadając mu nazwę Boletus americanus. Obecną, uznaną przez Index Fungorum nazwę nadał mu w 1944 r. Walter Henry Snell, przenosząc go do rodzaju Suillus.
Synonimy:

- Boletus americanus Peck 1887
- Boletus americanus Peck 1887 var. americanus
- Boletus americanus var. reticulipes Coker & Beers 1943
- Boletus sibiricus (Singer) A.H. Sm. 1949
- Ixocomus americanus (Peck) E.-J. Gilbert 1931
- Ixocomus sibiricus Singer 1938
- Suillus americanus (Peck) Snell 1944 f. americanus
- Suillus americanus f. helveticus (Singer) W. Klofac 2013
- Suillus americanus f. sibiricus (Singer) W. Klofac 2013
- Suillus americanus (Peck) Snell 1944 var. americanus
- Suillus americanus var. reticulipes Coker & Beers ex Grand 1984
- Suillus sibiricus (Singer) Singer 1945
- Suillus sibiricus subsp. helveticus Singer 1951
- Suillus sibiricus (Singer) Singer 1945 subsp. sibiricus[2].

Nazwę maślak syberyjski nadała Alina Skirgiełło w 1960 r. W 2021 Komisja ds. Polskiego Nazewnictwa Grzybów Polskiego Towarzystwa Mykologicznego zarekomendowała używanie nazwy maślak amerykański forma syberyjska, odpowiadający taksonowi Suillus americanus (Peck) Snell f. sibiricus (Singer) Klofac.

## Morfologia
Kapelusz
Średnica 5–10 cm, początkowo półkulisty, później tępostożkowaty z podwiniętym brzegiem, łukowaty, na koniec płaski z tępym garbem. Powierzchnia śliska, początkowo słomkowożółta, potem brązowożółta z czerwonawymi plamkami. Na brzegu zwisają resztki osłony. Skórka ściąga się łatwo.
Trzon
Wysokość 4–8 cm, grubość 1–2,5 cm, walcowaty, w górnej części słomkowożółty, w dolnej różowawy. Charakterystyczną cechą jest występowanie białawych ziarenek, które u starszych okazów zmieniają barwę na winnoczerwoną. Posiada pierścień, będący pozostałością białej osłony. Często pierścień jednak zanika
Hymenofor
Rurkowaty. Rurki zbiegające na trzon. Początkowo są żółte, potem oliwkowobrązowe, w końcu ochrowobrązowe. Uciśnięte zmieniają barwę na rdzawobrązową.
Cechy mikroskopowe
Wysyp zarodników cynamonowy. Zarodniki pod mikroskopem bladożółte, gładkie, elipsoidalne, o rozmiarach 8–9,5 przez 3,5–5 μm. Podstawki o rozmiarach 21–25,5–6,5 μm, z 4–sterygmami. Pleurocystydy cylindryczne, w wiązkach. Zarówno podstawa cystyd, jak i ich powierzchnia często jest pigmentowana. Cheilocystydy również w wiązkach, z brązowymi cząstkami pigmentu u podstawy wiązki. Czasami już przy użyciu lupy można dostrzec wiązki cystyd u wylotu rurek. Pod wpływem 3% KOH miąższ zmienia barwę na pomarańczowo-brązową. Śliska warstwa na powierzchni kapelusza zbudowana jest ze splątanych strzępek o grubości 3–5 μm.

## Występowanie i siedlisko
W Ameryce Północnej jest szeroko rozprzestrzeniony i pospolity. Występuje także w Europie i Indiach. W piśmiennictwie naukowym na terenie Polski do 2003 r. podano tylko 2 stanowiska podane przez Andrzeja Nespiaka i S. Frejlaka w Tatrzańskim Parku Narodowym, jednak oznaczenie tych okazów jest błędne lub wątpliwe. Znajduje się na Czerwonej liście roślin i grzybów Polski. Ma status E – gatunek zagrożony wymarciem, którego przeżycie jest mało prawdopodobne, jeśli nadal będą działać czynniki zagrożenia. W latach 1995–2004 oraz ponownie od 2014 roku gatunek objęty ochroną częściową.
W Europie notowany w górach, głównie pod sosną limbą i być może pod kosodrzewiną. W Ameryce rośnie pod różnymi gatunkami sosen 5-igłowych, zwłaszcza pod sosną wejmutką.